# Breil-sur-Roya
 Breil-sur-Roya  (en ligur Brègl, en nizardo Brelh de Ròia, en italiano -forma oficial hasta 1860- Breglio) es una comuna francesa, situada en el departamento de Alpes Marítimos, de la región de Provenza-Alpes-Costa Azul.

## Geografía
Está ubicada en el valle del río Roya, a 60 km al norte de Niza. Es fronteriza con Italia.

## Demografía
| 1 994 | 2 148 | 2 089 | 2 095 | 2 058 | 2 028 | 2 415 | 2 158 |
| Para los censos de 1962 a 1999 la población legal corresponde a la población sin duplicidades (Fuente: INSEE [Consultar]) |       |       |       |       |       |       |       |